# العلاقات الهندية النيبالية
العلاقات الهندية النيبالية هي العلاقات الثنائية بين الهند ونيبال. بدأ كلا البلدين هذه العلاقة من خلال معاهدة السلام والصداقة الهندية النيبالية لعام 1950 والرسائل السرية المرافقة التي عرفت العلاقات الأمنية بين البلدين؛ واتفاقية تحكم التجارة الثنائية والتجارة عبر الأراضي الهندية. نصت معاهدة عام 1950 والرسائل المتبادلة بين الحكومة الهندية آنذاك وحكام سلالة رانا في نيبال، أنه «لا يجب على أي حكومة من الحكومتين أن تتسامح مع أي تهديد لأمن الأخرى من قبل معتدٍ أجنبي» وألزمت كلا الجانبين «أن يبلغ كل منهما الآخر عن أي خلاف أو سوء فهم خطير مع أي دولة مجاورة يحتمل أن يسبب أي خرق للعلاقات الودية القائمة بين الحكومتين». عززت هذه الاتفاقات وجود «علاقة خاصة» بين الهند والنيبال. منحت المعاهدة النيباليين أيضًا الفرص التعليمية والاقتصادية نفسها التي يتمتع بها المواطنون الهنود في الهند، مع مراعاة المعاملة التفضيلية للمواطنين والشركات الهنود مقارنة مع الجنسيات الأخرى في النيبال. الحدود النيبالية الهندية مفتوحة؛ يمكن للمواطنين النيباليين والهنود التنقل بحرية عبر الحدود بدون جوازات سفر أو تأشيرات ويمكن أن يعيشوا أو يعملوا في أي بلد من البلدين. مع ذلك، من غير المسموح للهنود أن يمتلكوا عقارات أو يعملوا في مؤسسات حكومية في النيبال، في حين يسمح للمواطنين النيباليين في الهند بالعمل في بعض المؤسسات الحكومية الهندية (باستثناء بعض الولايات وبعض الخدمات المدنية مثل وزارة الخارجية الهندية والخدمة الإدارية الهندية وخدمة الشرطة الهندية) ولا سيما الجيش الهندي. يقدر عدد المواطنين النيباليين الذين يعملون كجنود خدمة فعلية في الجيش الهندي بنحو 32 ألف، ويُعتقد أن أكثر من مليون عامل نيبالي مهاجر (720892 في عام 2011) ينتشرون في أنحاء الهند، بينما أفادت السفارة الهندية في نيبال أن 600 ألف مواطن هندي قد سجلوا أوراقهم في السفارة الهندية في كاتماندو حتى عام 2021. عدد المهاجرين الهنود الذين لم يسجلوا أوراقهم مع السفارة الهندية في كاتماندو غير معروف حتى عام 2021، من ناحية ثانية، أعلنت حكومة نيبال أن جميع الأشخاص الذين يعيشون ضمن حدود نيبال سيتم احتسابهم في الإحصاء الرسمي القادم للسكان لعام 2021.
بعد سنوات من عدم رضا الحكومة النيبالية، وافقت الهند في عام 2014 على مراجعة وتعديل معاهدة السلام والصداقة الهندية النيبالية لعام 1950 لتعكس الوقائع الحالية. من ناحية ثانية، لم يوضح أي من الجانبين طريقة التعديل. أفادت تقارير أن الطرف النيبالي قدم تقرير دليل برنامج إلكتروني إلى رئيس الوزراء النيبالي في حين لم تصدر وزارة الخارجية أي تصريحات تتعلق بتقديم التقرير نفسه إلى رئيس الوزراء الهندي.
على الرغم من الروابط اللغوية والزوجية والدينية والثقافية على مستوى الشعبين الهندي والنيبالي، فقد أدت المشاكل السياسية ونزاع كابالاني منذ أواخر عام 2015 إلى علاقات شبه متوترة بين البلدين مع تزايد استياء الحكومة والشعب في نيبال.

## التاريخ السياسي المستقل

### 1950-1970
كان العلاقات بين الهند ونيبال قائمة على أساس معاهدة الصداقة الهندية النيبالية في عام 1950. رحب حكام سلالة رانا في النيبال في خمسينيات القرن العشرين بالعلاقات الوثيقة مع الهند المستقلة حديثًا، خوفًا من إطاحة الصين مدعومة بنظامها الشيوعي بنظامهم الاستبدادي (سلالة رانا). انهار مع ذلك حكم سلالة رانا في نيبال بعد ثلاثة أشهر من توقيع معاهدة السلام والصداقة النيبالية الهندية لعام 1950، ليحل محله الحزب الوحيد الموالي للهند في ذلك الوقت وهو حزب المؤتمر النيبالي. مع زيادة عدد الهنود الذين يعيشون ويعملون في منطقة تيراي النيبالية وتعمق تدخل الهند في سياسات نيبال في ستينيات القرن العشرين، زاد معها عدم ارتياح نيبال من هذه العلاقة الخاصة. ازداد نفوذ الهند في نيبال خلال خمسينيات القرن العشرين. سمح قانون المواطنة النيبالي لعام 1952 للهنود بالهجرة إلى نيبال للحصول على الجنسية النيبالية مع تسهيلات -كان ذلك مصدر استياء كبير في نيبال (لم تتغير هذه السياسة حتى عام 1962 عندما أضيفت عدة شروط تقييدية للدستور النيبالي). تأسست بعثة عسكرية هندية أيضًا في نيبال عام 1952، وكانت تتألف من لواء و20 فرد آخرين من الجيش الهندي (زادوا لاحقًا ليصبح مجموعهم 197). بدأ يظهر في الوقت نفسه عدم ارتياح العائلة الملكية النيبالية من زيادة النفوذ الهندي، وبدأت انفتاحات النيبال على الصين كثقل موازن للهند.
بعد الحرب الحدودية الصينية الهندية في عام 1962، تدهورت العلاقة بين كاتماندو ونيودلهي إلى حد كبير. علقت الهند دعمها لقوات المعارضة النيبالية المتمركزة في الهند (المعارضة لحل الحكومة الديمقراطية على يد الملك ماهيندرا). أتاحت هزيمة القوات الهندية في عام 1962 لنيبال فرصة للتنفس واقتنصت نيبال عدة امتيازات في التجارة. في المقابل، ومن خلال اتفاق سري عقد في عام 1965، مشابه لاتفاق كان قد علق في عام 1963، فازت الهند باحتكار مبيعات الأسلحة إلى نيبال.
عادت العلاقات إلى توترها مجددًا في عام 1969 عندما تحدت نيبال الاتفاق الأمني المشترك الموجود بينهما، وطالبت بسحب نقاط التفتيش الأمني ومجموعات الاتصال الهندية. عبرت أيضًا عن استياءها ضد معاهدة الصداقة والسلام التي عقدت في الخمسينيات. سحبت الهند نقاط التفتيش العسكرية ومجموعات الاتصال المتألفة من 23 عسكري في عام 1970 من جميع المواقع ما عدا منطقة كالاباني في نيبال، على الرغم من عدم إلغاء المعاهدة.
وصلت التوترات إلى ذروتها في منتصف سبعينيات القرن العشرين، عندما ضغطت نيبال من أجل إجراء تغييرات جوهرية في معاهدة التجارة والعبور واستنكرت بشكل علني ضم الهند لسيكيم في عام 1975. اقترح الملك بيرندرا بير بيكرام شاه ديف في عام 1975 على خلفية ضم الهند «لمملكة سيكيم» المجاورة لنيبال، أن يتم الاعتراف بنيبال دوليًا على أنها «منطقة سلام» حيث تكون النزاعات العسكرية محظورة. حظي اقتراح نيبال بالدعم على الفور من باكستان والصين، لكنه الهند لم تدعمه. من وجهة نظر نيودلهي، إن كان اقتراح الملك لا يتعارض مع معاهدة عام 1950 التي وقعتها الهند حينذاك مع حكام رانا في نيبال، فهو غير ضروري؛ إذا كان رفضًا للعلاقة الخاصة، فإنه يمثل تهديدًا محتملًا لأمن الهند ولا يمكن المصادقة عليه. أعادت نيبال طرح المقترح في عام 1984، لكن لم يكن هناك أي رد فعل من الهند. أكدت نيبال على اقتراحها بشكل مستمر في منتديات النقاش الدولية وحازت على دعم 112 دولة بحلول عام 1990 من ضمنها الولايات المتحدة والمملكة المتحدة وفرنسا.

## مقارنة بين البلدين
هذه مقارنة عامة ومرجعية للدولتين:
| وجه المقارنة                                              | الهند                       | نيبال                               |
| --------------------------------------------------------- | --------------------------- | ----------------------------------- |
| المساحة (كم2)                                             | 3.29 مليون                  | 147.18 ألف                          |
| عدد السكان (نسمة)                                         | 1.35 مليار                  | 29.40 مليون                         |
| الكثافة السكانية (ن./كم²)                                 | 410.33                      | 199.76                              |
| العاصمة                                                   | نيودلهي                     | كاتماندو                            |
| اللغة الرسمية                                             | اللغة الهندية، لغة إنجليزية | اللغة النيبالية                     |
| العملة                                                    | روبية هندية                 | روبية نيبالية                       |
| الناتج المحلي الإجمالي (بليون دولار)                      | 2.60 تريليون                | 24.47 مليار                         |
| الناتج المحلي الإجمالي (تعادل القوة الشرائية) بليون دولار | 8.00 تريليون                | 70.20 مليار                         |
| الناتج المحلي الإجمالي الاسمي للفرد دولار أمريكي          | 1.60 ألف                    | 743                                 |
| الناتج المحلي الإجمالي للفرد دولار أمريكي                 | 5.70 ألف                    | 2.37 ألف                            |
| مؤشر التنمية البشرية                                      | 0.609                       | 0.548                               |
| رمز المكالمات الدولي                                      | +91                         | +977                                |
| رمز الإنترنت                                              | .in، .भारत ‏، .بھارت ‏،        | .np                                 |
| المنطقة الزمنية                                           | ت ع م+05:30، توقيت الهند    | ت ع م+05:45، التوقيت الموحد لنيبال ‏ |

## منظمات دولية مشتركة
يشترك البلدان في عضوية مجموعة من المنظمات الدولية، منها:
| علم المنظمة | اسم المنظمة                                                    | تاريخ انضمام الهند | تاريخ انضمام نيبال |
| ----------- | -------------------------------------------------------------- | ------------------ | ------------------ |
|             | مؤسسة التنمية الدولية                                          | 24 سبتمبر 1960     | 6 مارس 1963        |
|             | يونسكو                                                         | 4 نوفمبر 1946      | 1 مايو 1953        |
|             | مؤسسة التمويل الدولية                                          | 20 يوليو 1956      | 7 يناير 1966       |
|             | منظمة حظر الأسلحة الكيميائية                                   | ?                  | ?                  |
|             | الأمم المتحدة                                                  | 30 أكتوبر 1945     | 14 ديسمبر 1955     |
|             | منظمة الشرطة الجنائية الدولية                                  | ?                  | ?                  |
|             | البنك الدولي للإنشاء والتعمير                                  | 27 ديسمبر 1945     | 6 سبتمبر 1961      |
|             | الاتحاد البريدي العالمي                                        | ?                  | ?                  |
|             | وكالة ضمان الاستثمار متعدد الأطراف                             | 6 يناير 1994       | 9 فبراير 1994      |
|             | بنك التنمية الآسيوي                                            | 1966               | 1966               |
|             | مبادرة خليج البنغال للتعاون التقني والاقتصادي المتعدد القطاعات | ?                  | ?                  |
|             | منظمة التجارة العالمية                                         | 1995               | ?                  |
|             | الفريق المعني برصد الأرض                                       | ?                  | ?                  |

## وصلات خارجية
- موقع وزارة الخارجية الهندية
- موقع وزارة الخارجية النيبالية